# Homalium pulchrum
Homalium pulchrum är en videväxtart som beskrevs av Herman Otto Sleumer. Homalium pulchrum ingår i släktet Homalium och familjen videväxter. Inga underarter finns listade i Catalogue of Life.